# Ceropegieae
Ceropegieae, tribus zimzelenovki smješten u potporodicu Asclepiadoideae. Sastoji se od četiri podtribusa. Tipični rod je Ceropegia L. iz Afrike, tropske i suptropske Azije i Australije.

## Podtribusi
1. Anisotominae Meve & Liede
2. Heterostemminae Meve & Liede
3. Leptadeniinae Meve & Liede
4. Stapeliinae G.Don